# Łódzkie Towarzystwo Fotograficzne
Łódzkie Towarzystwo Fotograficzne – stowarzyszenie utworzone w 1949 roku, jako oddział ówczesnego Polskiego Towarzystwa Fotograficznego w Łodzi.

## Historia
Łódzkie Towarzystwo Fotograficzne zostało założone w lipcu 1949, przez Józefa Farbotko i Aleksandra Zakrzewskiego (na bazie założonego w 1947 Klubu Miłośników Fotografii Polskiej YMCA w Łodzi) – jako łódzki oddział ówczesnego Polskiego Towarzystwa Fotograficznego. W 1961 łódzki oddział Polskiego Towarzystwa Fotograficznego został przekształcony w Łódzkie Towarzystwo Fotograficzne, przyjęte w poczet członków zbiorowych (funkcjonującej w latach 1961–1989) Federacji Amatorskich Stowarzyszeń Fotograficznych w Polsce. Od 1957 ŁTF dysponuje własną przestrzenią wystawienniczą - Galerią Fotografii (obecnie im. Eugeniusza Hanemana). Do chwili obecnej w Galerii Fotografii zaprezentowano kilkaset wystaw fotograficznych; indywidualnych i zbiorowych, których autorami byli fotografowie regionalni, krajowi i zagraniczni. Zaprezentowano wiele wystaw członków Łódzkiego Towarzystwa Fotograficznego; indywidualnych, zbiorowych, pokonkursowych, poplenerowych oraz kilkadziesiąt Dorocznych Wystaw Fotografii ŁTF. 
Łódzkie Towarzystwo Fotograficzne było organizatorem wielu inicjatyw artystycznych – m.in. cyklicznego Biennale Fotografii, plenerów twórczych (wspólnie z innymi stowarzyszeniami fotograficznymi), Akcji Dzieło. Za propagowanie twórczości fotograficznej i pracę na rzecz fotografii ŁTF zostało uhonorowane Nagrodami Ministerstwa Kultury i Sztuki – w latach: 1966, 1986, 1988. W latach 1980–1988 Federacja Amatorskich Stowarzyszeń Fotograficznych w Polsce wielokrotnie przyznawała swoje odznaczenia dla ŁTF – za działalność na niwie fotografii. Członkowie Łódzkiego Towarzystwa Fotograficznego wielokrotnie uczestniczyli w konkursach fotograficznych, wystawach pokonkursowych (w Polsce i za granicą) zdobywając wiele akceptacji, medali, nagród, wyróżnień, dyplomów, listów gratulacyjnych.

## Działalność
Łódzkie Towarzystwo Fotograficzne dysponuje własną przestrzenią wystawienniczą – Galerią Fotografii im. Eugeniusza Hanemana, której celem jest prezentacja i promocja twórczości poszczególnych członków Łódzkiego Towarzystwa fotograficznego (wystawy indywidualne, zbiorowe, pokonkursowe, poplenerowe), prezentacja fotografii innych fotografów polskich i zagranicznych oraz upowszechnianie fotografii jako dziedziny sztuki. Inną formą działalności ŁTF jest organizacja konkursów fotograficznych (m.in. konkursu na Fotografię Miesiąca), udział w plenerach fotograficznych, prezentacja pokazów multimedialnych oraz współpraca zw stowarzyszeniami i ośrodkami kultury w Polsce i za granicą (m.in. w Belgii, Czechach, Finlandii, Hiszpanii). 
Łódzkie Towarzystwo Fotograficzne aktywnie uczestniczy w imprezach kulturalnych miasta Łodzi takich jak m.in. Camerimage, Festiwal Dialogu Czterech Kultur, Fotofestiwal, Mediatravel. W ramach Sobotnich Spotkań z Fotografią organizuje cykliczne spotkania – warsztaty fotograficzne poświęcone pracy w ciemni fotograficznej oraz dawnym, szlachetnym technikom fotograficznym takich jak cyjanotypia i fotografia otworkowa.

## Odznaczenia
- Honorowa Odznaka Miasta Łodzi (1980)[1];

## Zarząd Łódzkiego Towarzystwa fotograficznego
- Sławomir Grzanek (prezes)
- Wojciech Tkaczyński (wiceprezes)
- Mariusz Nowicki (skarbnik)
- Robert Tarczyński (sekretarz)
- Tomasz Desperak (członek)
- Dariusz Marcinkowski (członek)
- Dobrawa Rutkowska (członek)
- Maciej Kossowski (członek)

Źródło